# Hakebössa

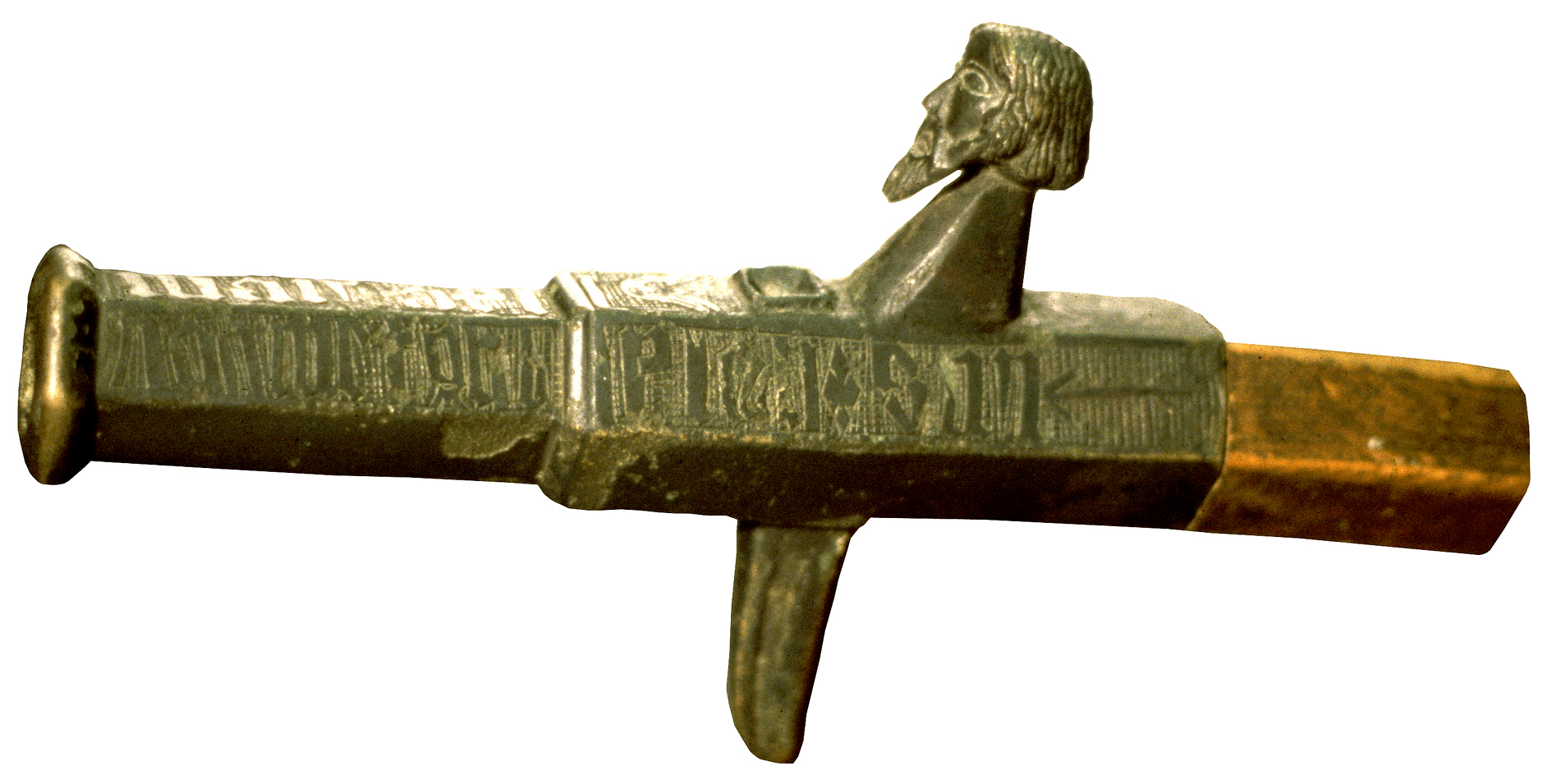
Mörkökanonen - en svensk hakebössa från slutet av 1300-talet.

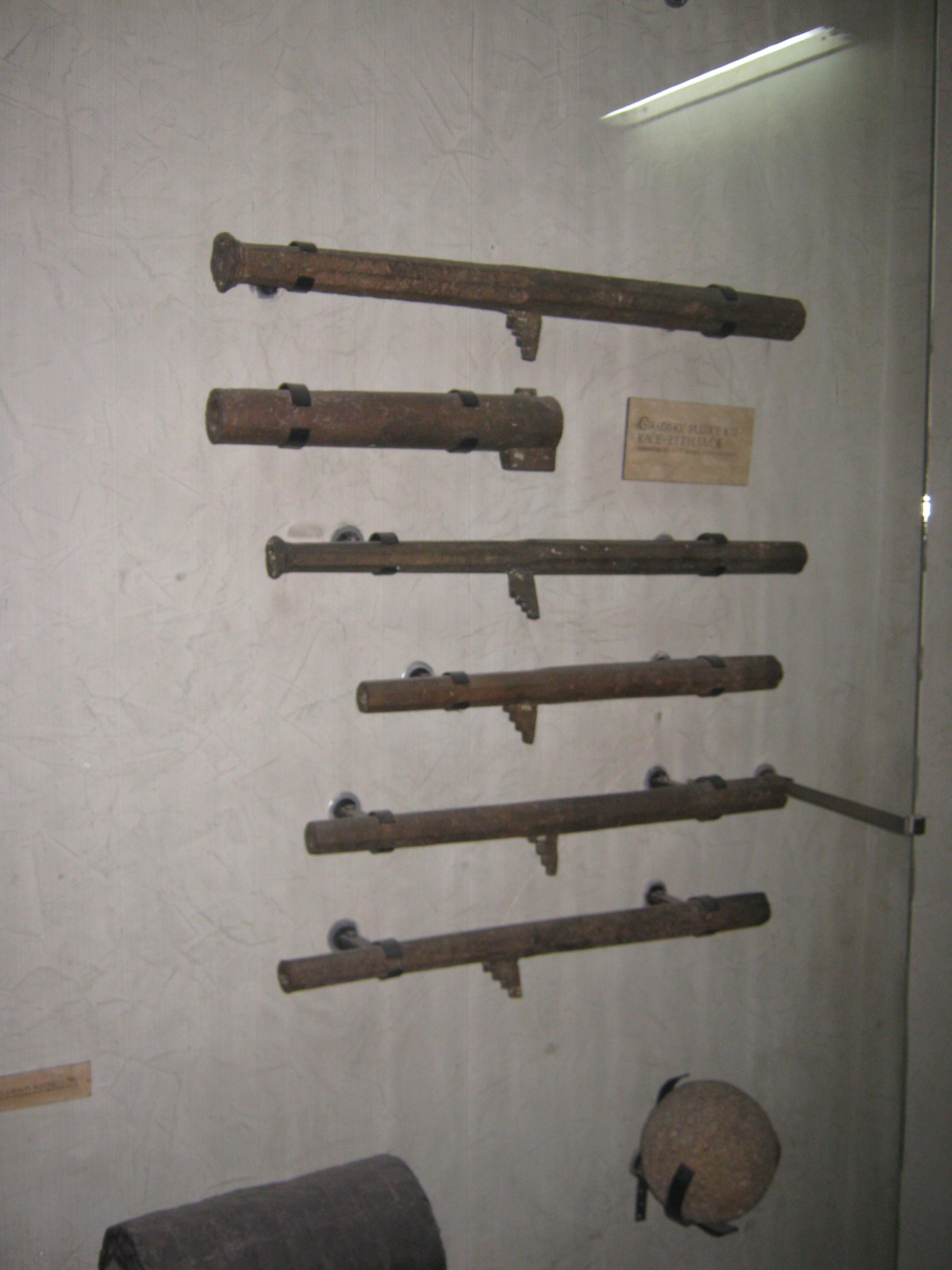
Hakebössor från Serbien.

Hakebössa eller handbössa är benämningar på de handeldvapen och mindre kanoner (bössor) som var i bruk från 1300-talet fram till 1500-talet. Namnet "hakeböss" kommer av att det under pipan satt en lodrät tapp eller hake, avsedd att placeras framför en stock eller i ett stativ för att ta upp rekylen, medan "handbössa" avser en bössa (eldvapen) som hanteras med händerna istället för en lavett.
Hakarna indelades efter storlek i dubbelhakar, enkelhakar och halvhakar. Det var i första hand enkelhakarna som kallades hakebössor. Vikten låg i allmänhet på mellan 4 och 65 kilo.
I princip var de första modellerna kanoner i miniatyr, vilka senare blev alltmer långsmala, försågs med kolv, och med tiden övergick i det som kom att kallas muskedunder och musköter. Hakebössan uppfanns troligen någon gång under senare delen 1300-talet, men det var först under mitten av 1400-talet de började användas mer allmänt i krig. Det är dokumenterat att hakebössor användes i Sverige under slaget vid Brunkeberg år 1471.
Benämningen "hakeskytt" fortsatte att brukas om infanteri beväpnat med musköter in på andra hälften av 1500-talet.
De första hakebössorna var alldeles för tunga för att hållas upp med händerna, och rekylen var dessutom mycket kraftig. Därför försågs bössan med en tapp eller hake undertill, därav namnet, vilken kunde hakas fast i ett stativ som både bar upp en del av vapnets tyngd och tog upp rekylen. Krigsfartyg hade ofta fästen för hakebössornas hakar längs relingen. På fartygen fanns även en vapentyp som kallades skeppshake vilket inte är detsamma som hakebössa, skeppshaken var ett betydligt tyngre vapen, en liten kanon.
Från början användes hakebössorna minst lika mycket för smällarnas avskräckande effekt som för den verkan de hade, klumpiga och omständliga att ladda som de var, men med tiden kom de att överträffa både långbågar och armborst i fråga om precision, verkan och räckvidd och handeldvapen fick sin givna plats i kriget.